# A Dream of Red Hands
A Dream of Red Hands (El sueño de las manos rojas) es un cuento del escritor irlandés Abraham «Bram» Stoker, publicado por primera vez el 11 de julio de 1894 en la revista The Sketch de Londres. Solo después de su muerte, en 1914, este relato fue incluido en la tercera colección de cuentos cortos Dracula's Guest And Other Weird Stories.

## Sinopsis
La historia se desarrolla en torno al personaje de Jacob Settle y el narrador que se siente intrigado por el contraste de su carácter esquivo y a la vez bondadoso. Jacob era descrito por sus compañeros de la fábrica como un tipo triste y solitario; sin embargo, las mujeres y los niños confiaban en él, aunque él los evitaba y solo aparecía para ofrecer su ayuda cuando alguien estaba enfermo. 
Jacob vivía solo en una pequeña cabaña de una habitación, alejado de la sociedad, en los límites de un páramo que rara vez era frecuentado. Un día, al estar recorriendo el páramo, el narrador decide pasar por la cabaña de Jacob. Al acercarse se encuentra con que la puerta está cerrada y se escuchan lamentos desde el interior. Finalmente, decide entrar y encuentra a Jacob tendido en la cama, empapado en sudor. Al preguntar el porqué de su estado, Jacob le confiesa que una pesadilla terrible lo atormenta, siempre es la misma, y que es mejor que no se entere. El narrador decide ir por comida y regresar a la cabaña para pasar la noche con Jacob.
Durante la noche, Jacob vuelve a tener la pesadilla y despierta abruptamente. El narrador lo presiona para que le cuente su pesadilla y así pueda ayudar a olvidarla. Jacob se niega, pero al volver a tener la pesadilla momentos más tarde, decide contarle el porqué. Jacob devela que años antes tenía una prometida a la cual él amaba al punto de adorarla, pero a la espera de poder casarse, apareció otro hombre del cual ella se enamoró. A Jacob solo le importaba la felicidad y el bienestar de su prometida, así que acudió con aquel hombre a pedirle que la respetara y cuidara, pero solo se encontró con burlas e insultos de su parte. En algún punto, la discusión se convirtió en algo más y, de un momento a otro, Jacob se encuentra al lado del cadáver de aquel hombre. Sus manos estaban cubiertas en su sangre y él miraba con asombro lo ocurrido. Desde entonces la misma pesadilla lo acechaba en sus sueños. Se encontraba siempre frente a las puertas del cielo: dos ángeles custodiaban la entrada, uno a uno iban pasando las almas cubiertas con una túnica blanca. Al momento de pasar Jacob, los ángeles señalaban hacia su túnica, la cual súbitamente se encontraba manchada de sangre por todos lados. Es aquí cuando la pesadilla de Jacob lo despierta abruptamente.
Ante tal confesión, el narrador no se escandaliza, no se siente capaz de juzgarlo, sino más bien siente compasión. Lo anima a abandonar su soledad, a rodearse de hombres y mujeres con quienes compartir sus tristezas y alegrías, y a tener esperanza de que llegaría el día en que sería librado de su pasado. Solo una semana después encontró la cabaña de Jacob vacía.
Dos años más tarde, el narrador se encuentra en Glasgow para visitar a un amigo suyo que era doctor. Se entera de que hubo un accidente y acude al hospital a encontrar a su amigo. El doctor le explica que dos hombres que trabajaban en el gasómetro se precipitaron en las aguas, cuando la cuerda que sostenía el andamiaje se rompió. Uno de ellos con los pies sobre el fondo, sostenía a su compañero por encima de su cabeza, luchando por sacarlo a flote; aunque finalmente ambos perecieron. Las aguas mezcladas con el gas y el alquitrán se tiñieron de un color morado, y los cuerpos lucían como bañados en sangre. El doctor conduce al amigo a la morgue convencido de que él, siendo un escritor, tenía que ver este caso tan extraño; le afirmaba que el hombre del acto heroico lucía como si tuviera estigmas, y no dudaba de que su valor le abriría las puertas del cielo. Y así se encontró frente a un ataúd donde un hombre yacía envuelto en una sábana blanca. Le retiró la sábana y aunque el rostro sanguinolento se veía horrible, pudo reconocer a Jacob Settle. En cambio, sus manos dispuestas en cruz sobre su pecho púrpura, no tenían rastro de tinte, estaban inmaculadas. De esa manera supo que el sueño maldito de Jacob Settle al fin había terminado, y que su alma había encontrado la forma de cruzar la puerta.